# Giro d'Abruzzo
Il Giro d'Abruzzo è una corsa a tappe maschile di ciclismo su strada che si svolge nella regione Abruzzo, in Italia. 
Creata nel 1961, rimase riservata alla categoria amatoriale fino al 1995. L'anno successivo fu inserita nel calendario dell'Unione ciclistica internazionale nella classe 2.5, poi nel 2007 è entrata nel calendario dell'UCI Europe Tour, come classe 2.2. Non è stata disputata nel 2005 e nel 2006 e dal 2008 in poi. Nel 2024 RCS Sport, in collaborazione con la Regione Abruzzo, organizza nuovamente la corsa, suddivisa in 4 tappe con partenza da Vasto e arrivo a L'Aquila (9-12 aprile), rilevando il posto precedentemente occupato in calendario dal Giro di Sicilia (UCI Europe Tour, classe 2.1).

## Albo d'oro
Aggiornato all'edizione 2025.
| Anno    | Vincitore           | Secondo          | Terzo                 |
| ------- | ------------------- | ---------------- | --------------------- |
| 1961    | Mario Zanchi        |                  |                       |
| 1962    | Primo Nardello      |                  |                       |
| 1963    | Fabrizio Carloni    |                  |                       |
| 1964    | Giancarlo Massari   |                  |                       |
| 1965    | Francesco Polidori  |                  |                       |
| 1966    | Luigi Sgarbozza     |                  |                       |
| 1967    | Antonio Fradusco    |                  |                       |
| 1968    | non disputata       | non disputata    | non disputata         |
| 1969    | Angelo Bassini      |                  |                       |
| 1970    | Paolo Battistacci   |                  |                       |
| 1971    | Luciano Mencuccini  |                  |                       |
| 1972    | Palmiro Masciarelli |                  |                       |
| 1973-78 | non disputata       | non disputata    | non disputata         |
| 1979    | Giovanni Bino       |                  |                       |
| 1980    | Fausto Stiz         |                  |                       |
| 1981    | Maurizio Viotto     |                  |                       |
| 1982    | Serhij Voronin      |                  |                       |
| 1983    | Philippe Le Peurien |                  |                       |
| 1984    | Tullio Cortinovis   |                  |                       |
| 1985    | Enrico Galleschi    |                  |                       |
| 1986    | Luigi Botteon       |                  |                       |
| 1987    | Angelo Gelfi        |                  |                       |
| 1988    | Moreno Picchio      |                  |                       |
| 1989-92 | non disputata       | non disputata    | non disputata         |
| 1993    | Maurizio Frizzo     |                  |                       |
| 1994    | Filippo Casagrande  |                  |                       |
| 1995    | Pasquale Braido     |                  |                       |
| 1996    | Andrea Zatti        | Oscar Pozzi      | Isidoro Colombo       |
| 1997    | Fabio Balzi         | Cristian Moreni  | Maurizio Vandelli     |
| 1998    | Francesco Secchiari | Stefano Faustini | Isidoro Colombo       |
| 1999    | Cristian Gasperoni  | Danilo Di Luca   | Giorgio Feliziani     |
| 2000    | Daniele De Paoli    | Volodymyr Duma   | Giuseppe Palumbo      |
| 2001    | Danilo Di Luca      | Saša Gajičić     | Roberto Petito        |
| 2002    | Aljaksandr Kučynski | Alessio Ciro     | Luigi Bonfrate        |
| 2003    | Oscar Mason         | Denis Lunghi     | Michele Scarponi      |
| 2004    | Aljaksandr Kučynski | Valter Bonca     | Domenico Quagliarello |
| 2005-06 | non disputata       | non disputata    | non disputata         |
| 2007    | Luca Ascani         | Ivan Fanelli     | Davide Tortella       |
| 2008-23 | non disputata       | non disputata    | non disputata         |
| 2024    | Aleksej Lucenko     | Pavel Sivakov    | George Bennett        |
| 2025    | Georg Zimmermann    | David de la Cruz | Pablo Torres          |